# 妙勝寺 (あま市)
妙勝寺（みょうしょうじ）は、愛知県あま市にある日蓮宗の寺院。山号は長正山。

## 由緒
初めは真言宗の密勝寺という寺であったが、1261年に日蓮との問答の末、日蓮宗に改宗し、寺号を妙勝寺に改称した。1400年、板東総本寺となり隆盛するが、天文年間に兵火により七堂伽藍を焼失した。その後、織田氏・福島氏・徳川氏の庇護を受けた。1891年の濃尾地震で被害を被るも復興して現在に至る。山門は鎌倉から室町時代のもので、庫裡は福島正則が寄進したものと伝わる。
　

## 所在地
- 愛知県あま市上萱津上野62